# Margarita Ballester Figueres
Margarita Ballester Figueres (Barcelona, 15 de agosto de 1942) es una poeta, traductora y profesora española.

## Biografía
Se licenció en Filosofía y Letras en la Universidad de Barcelona. Fue profesora de historia de la Universidad Complutense de Madrid y en diversos institutos de Educación secundaria en Barcelona, Sabadell y Mahón. En el año 1985 publicó sus primeros poemas en la revista Reduccions. En 1988 recibió el premio Rosa Levroni de Cadaqués, y después publicó su primer libro, L'Infant i la mort. Esta obra despertó el interés de estudiosos como Manuel de Seabra o Dolores Oller, y le abrió camino a la poesía catalana. Con Rosina Ballester, tradujo una muestra de Poemas para Anatole (1998) del poeta francés Stéphane Mallarmé.

## Obras
- "Poemes", Reduccions (Vic), 1985.
- L'infant i la mort. Barcelona: Columna, 1989.[4]
- "Textos de l'autora" [Edició a càrrec d'Àlex Susanna] Serra d'Or (Barcelona), núm. 351, 1989, p. 38.
- L'escarabat daurat. Barcelona: Abadía de Montserrat, 1993. Narrativa infantil[5]
- Els ulls. Barcelona: Columna, 1995. València: Bromera, 2001.
- Entre dues espases. Vic: Emboscall, 2004.[6]

## Premios
- Los premios literarios de Cadaqués-Rosa Leveroni, la poesía (1988): El niño y la muerte.
- En los juegos florales de Barcelona-Viola el Oro y la Plata, de la poesía (1994): Como autor de experiencia en la escena.
- Premio Caballo de Verd-Josep M. Llompart, poesía (2005): Entre dos espadas.